# Marie-Hélène Mathey Boo Lowumba
Marie-Hélène Mathey Boo Lowumba est une diplomate congolaise née le 30 novembre 1943 à Kinshasa. 
Le 11 janvier 2022, elle a été nommée par le président Félix Tshisekedi ambassadrice extraordinaire et plénipotentiaire de la République démocratique du Congo auprès des États-Unis d’Amérique,.

## Formation
Docteur en droit, spécialisée en droit international, elle est formée à l’Université libre de Bruxelles (ULB) en Belgique. C’est à l’ULB qu’elle rencontre son futur époux, Monsieur René Mathey, ressortissant de la République sœur du Congo. Diplomate de carrière, elle jouit d’une solide expertise des Institutions Financières internationales auprès desquelles elle représente durant des années son pays pour la préparation, la négociation et la rédaction de nombreux accords de coopération bilatérale et multilatérale.

## Début de carrière professionnelle
En 1972, Marie-Hélène Mathey Boo commence sa carrière de diplomate en intégrant le ministère des Affaires étrangères de la République démocratique du Congo (RDC) où elle exerce en tant que conseillère juridique du ministre. Elle participera à la rédaction et la négociation de plusieurs accords bilatéraux (accords de coopération France-Congo, accords internationaux droit de la mer…) et aura un rôle prépondérant dans les négociations de l’accord de Lomé I (coopération industrielle et protocole sucre).
De 1973 à 1975, elle est attachée juridique et diplomatique à la Présidence de la République Populaire du Congo Brazzaville et exerce parallèlement en tant que Professeur de droit public international et des fonctions diplomatiques à l’École Nationale d’Administration de Brazzaville avant d’être nommée Conseillère économique à l'ambassade de la RDC auprès du Benelux et de la CEE avec juridiction sur les pays scandinaves.
En 1977, fonctionnaire international, elle intègre à Bruxelles le Centre pour le Développement Industriel ACP-CEE (CDI) où en tant que Chef d’administration elle participe activement à la préparation du premier forum industriel pour l’Afrique (Douala 1978).

## Entrée à l’Organisation Mondiale de la Santé (OMS) à l’ONUDI
C’est en 1992, au bureau régional à Brazzaville, que Marie-Hélène Mathey Boo fait son entrée à l’OMS en tant que Chef des Relations extérieures chargée de la coordination avec tous les partenaires du développement sanitaire en Afrique puis comme Chef de l’Unité des relations inter-agences et mobilisation/gestion des ressources extrabudgétaires. Puis de 1999 à 2001, elle occupe le poste de Conseillère spéciale pour l’Afrique chargée de la mobilisation des ressources auprès de l’Union européenne à Bruxelles. Durant 9 ans, son passage à l’OMS va être remarqué non seulement pour son engagement pour les questions sanitaires du continent africain, mais également pour son sens de négociation et ses qualités de gestionnaire.
De 1982 à 1991, elle œuvre au sein de l’Organisation des Nations unies pour le développement industriel (ONUDI), d’abord comme économiste juriste au Gabon où elle met en place Institut sous-régional multisectoriel de technologie appliquée, de planification et d'évaluation de projets, puis comme directrice au Nigeria.

## Ministre
En avril 2001, elle est rappelée par le gouvernement de Kinshasa et a occupé jusqu’en novembre 2002 le poste de ministre de l’Industrie, du Commerce, de Petites et Moyennes entreprises et de l’Artisanat. Son action s’est focalisée alors sur le renforcement et la promotion des activités des secteurs de l’industrie et sur la mise en place d’un cadre juridique favorisant la sécurisation des investisseurs.

## Ambassadeure au Gabon
De 2003 à 2005, elle est nommée ambassadrice extraordinaire et plénipotentiaire de la RDC près de la République gabonaise. Puis de 2005 à 2009, elle occupe le poste de directrice générale du Centre international des civilisations bantu (CICIBA) à Libreville où elle va mettre en place la stratégie de relance et de restructuration de l’Institution ainsi que la banque de données informatisées et la numérisation du fonds documentaire multimédia.

## Consultante
En juillet 2009, elle rentre à Kinshasa pour occuper la fonction de Secrétaire exécutif du Comité préparatoire de la Communauté de développement d'Afrique australe (SADC).
De 2010 à 2021, Marie-Hélène Mathey Boo exerce ses compétences et son expertise dans le secteur privé en tant que consultante senior dans le domaine juridique, en médiation, analyse/évaluation et mobilisation des ressources. Très engagée dans le développement communautaire, elle est Chef de terre de Bokoli, province de Mai-Ndombe, étant descendante de Sa Majesté Koko Mwato I, et s’implique depuis sa jeunesse dans la vie associative pour le mieux-être des populations locales.

## Décoration
- Commandeur de l’Étoile Équatoriale du Gabon.